# Без компромиссов (фильм, 2011)
«Без компромиссов» (англ. Blitz — «Молниеносный») — детективный триллер режиссёра Эллиотта Лестера по роману Кена Бруена «Блиц». Мировая премьера прошла 6 мая 2011 года (в СНГ — 23 июня).

## Сюжет
Детектив Том Брант — лондонский полицейский с тяжёлым характером. В начале картины он жестоко избивает банду уличных хулиганов, пытавшихся угнать машину. Начальство готово уволить строптивого детектива. Тем временем в столице появляется маньяк, убивающий полицейских, и руководство полиции готово всё простить, если удастся остановить преступника. Барри Вайс решил прославиться и взял себе прозвище «Блиц» (молния), он всё время ускользает, а коллеги Бранта продолжают погибать. Блиц мстит полицейским, с которыми ему пришлось столкнуться в прошлом. Опасность грозит и самому Бранту — ему довелось в своё время иметь дело с Барри — он едва не убил его при задержании несколько лет назад.
В результате самоотверженных действий Бранта и детектива Портера Нэша, которого коллеги презирают за нетрадиционную сексуальную ориентацию, преступника удаётся задержать. Однако против него не удаётся собрать достаточно улик, и Блица приходится отпустить. Брант знает, что криминальная натура Вайса быстро даст о себе знать и следующая жертва — он сам. Брант даёт Вайсу ускользнуть от наружного наблюдения и подставляет себя. В концовке выясняется, что это была ловушка. Брант и Нэш убивают Блица. Маньяк был в форме полицейского, и убивают его из пистолета Блица. Всё выглядит так, что Вайс стал жертвой Блица.

## В ролях
- Джейсон Стейтем — Том Брант
- Пэдди Консидайн — Портер Нэш
- Эйдан Гиллен — Барри Вайс / Блиц
- Дэвид Моррисси — Гарольд Данлоп
- Зави Эштон — Элизабет Фоллс
- Люк Эванс — Крэйг Стоукс
- Марк Райлэнс — Джеймс Робертс

Съёмки проходили в Лондоне в августе 2009 года.

## Саундтрек
1. The Qemists — Tomcat
2. DJ Madd — I Know It’s You
3. Thunderheist — Jerk It
4. King Midas Sound — Outta Space
5. The Qemists — Stompbox
6. Goose — Black Gloves
7. Kasabian — Julie & The Moth Man